# 第二代香農子爵理查·波義耳

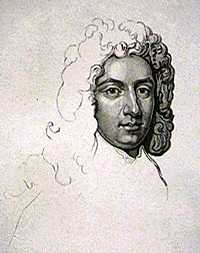
第二代香農子爵理查·波義耳

第二代香农子爵理查德·波义耳（Richard Boyle, 2nd Viscount Shannon，1675年—1740年12月20日），英国军事家和政治家。
理查德出生于英格兰米德尔塞克斯郡的威斯敏斯特，1699年继承他的祖父第一代香农子爵弗朗西斯·波义耳的贵族头衔，在1702年7月7日，他与玛丽·萨克维尔（Mary Sackville）结婚，玛丽去世十二年后，悲惨地负担起孩子们。1708年他作为阿朗戴尔（Arundel）的议员进入下议院，随后他连续地担任海斯和东加特林斯特德的议员。1720年1月，波义耳和格雷斯·森豪斯（Grace Senhouse）再婚，并有了一个孩子格雷斯·波义耳。同年波义耳被乔治二世国王任命为爱尔兰的军事指挥官，1721年被任命枢密院成员。1739年，他被授于英国陆军元帅，然而在他接受它一年以后去世了。